# آنجلیکا هیل
آنجلیکا هیل(به انگلیسی: Angelica Hale) (زادهٔ ۳۱ ژوئیه ۲۰۰۷) خواننده و ترانه سرای سبک پاپ آمریکایی و دارنده مقام دوم فصل دوازدهم آمریکا استعداد دارد  و فینالیست برنامه آمریکا استعداد دارد: قهرمانان می باشد